# 高云屏
高云屏（1916年—1968年），陕西米脂县城西街人，高愉庭之子。中华人民共和国政治人物。
早年进入天津河东中学，次年转南开中学。1935年，响应鲁迅、胡愈之，后参加一二·九运动，之后被开除，后担任米脂中学教师、延安大学秘书长。1952年调北京，先后任教育出版社秘书长、国家计委副主任兼国务院文教办副主任等。